# Gregory Jones
Gregory Jones (17 de agosto de 1993) es un deportista suizo que compite en bobsleigh en las modalidades doble y cuádruple. Ganó dos medallas en el Campeonato Europeo de Bobsleigh, en los años 2020 y 2025.

## Palmarés internacional
| Campeonato Europeo | Campeonato Europeo    | Campeonato Europeo | Campeonato Europeo |
| Año                | Lugar                 | Medalla            | Prueba             |
| ------------------ | --------------------- | ------------------ | ------------------ |
| 2020               | Sigulda (Letonia)     | Medalla de plata   | Doble              |
| 2025               | Lillehammer (Noruega) | Medalla de bronce  | Cuádruple          |